# Фен Шаньшань
Фен Шаньшань (кит.: 冯珊珊, 5 серпня 1989) — китайська гольфістка, переможниця чемпіонату Жіночої професійної асоціації гольфу (LPGA), олімпійська медалістка. 
Бронзову олімпійську медаль Фен виборола на Іграх 2016 року в Ріо-де-Жанейро.

## Виноски
1. ↑  Porter, Kyle (20 серпня 2016). 2016 Rio Olympic golf: Park, Ko take medals as Americans just miss bronze. CBS Sports.